# 米家榕
米家榕（1930年—2013年），男，天津人，中国地层学及古生物学家，曾任长春地质学院教授、博士生导师。